# David Okereke
David Chidozie Okereke (Lagos, 29 augustus 1997) is een Nigeriaans voetballer die doorgaans speelt als spits. In juli 2022 verruilde hij Club Brugge voor Cremonese.

## Clubcarrière
Okereke werd geboren in Nigeria maar verhuisde als kind naar Italië. Hier ging hij spelen in de jeugd van Lavagnese. In 2016 werd hij overgenomen door Spezia. Bij deze club maakte hij op 9 april van dat jaar zijn debuut, in eigen huis tegen Novara. Door een goal van Emanuele Calaiò werd met 1–0 gewonnen. Okereke moest beginnen op de reservebank en van coach Domenico Di Carlo mocht hij zes minuten voor het einde van het duel invallen voor Andrea Catellani. De Nigeriaan werd in januari 2018 voor een halfjaar verhuurd aan Cosenza. Hier speelde hij vierentwintig competitiewedstrijden, waarin hij viermaal tot scoren wist te komen. Na zijn terugkeer maakte hij zijn eerste doelpunt voor Spezia, op 7 oktober 2018, toen met 1–3 gewonnen werd van Livorno.
In de zomer van 2019 maakte Okereke voor circa acht miljoen euro de overstap naar Club Brugge, waar hij zijn handtekening zette onder een verbintenis voor de duur van vier seizoenen. Na twee seizoenen, waarin hij respectievelijk negen en vier competitiedoelpunten maakte, werd Okereke voor één jaar verhuurd aan Venezia. Een jaar later keerde de Nigeriaan definitief terug naar Italië, toen promovendus Cremonese hem overnam. In februari 2024 werd de Nigeriaan voor een half seizoen verhuurd aan Torino. Voorafgaand aan het seizoen 2024/25 werd Okereke opnieuw verhuurd, nu aan Gaziantep FK.

## Clubstatistieken
| Seizoen | Club           | Competitie      | Competitie | Competitie | Beker | Beker | Internationaal | Internationaal | Totaal | Totaal |
| Seizoen | Club           | Competitie      | Wed.       | Dlp.       | Wed.  | Dlp.  | Wed.           | Dlp.           | Wed.   | Dlp.   |
| ------- | -------------- | --------------- | ---------- | ---------- | ----- | ----- | -------------- | -------------- | ------ | ------ |
| 2015/16 | USD Lavagnese  | Serie D         | 2          | 1          | 0     | 0     | —              | —              | 2      | 1      |
| 2015/16 | Spezia         | Serie B         | 3          | 0          | 0     | 0     | —              | —              | 3      | 0      |
| 2016/17 | Spezia         | Serie B         | 14         | 0          | 3     | 1     | —              | —              | 17     | 1      |
| 2017/18 | Spezia         | Serie B         | 6          | 0          | 0     | 0     | —              | —              | 6      | 0      |
| 2017/18 | → Cosenza      | Serie C         | 24         | 4          | 0     | 0     | —              | —              | 24     | 4      |
| 2018/19 | Spezia         | Serie B         | 31         | 10         | 2     | 0     | —              | —              | 33     | 10     |
| 2019/20 | Club Brugge    | Eerste klasse A | 22         | 9          | 4     | 2     | 9              | 0              | 35     | 11     |
| 2020/21 | Club Brugge    | Eerste klasse A | 28         | 4          | 2     | 0     | 5              | 0              | 33     | 4      |
| 2021/22 | Club Brugge    | Eerste klasse A | 1          | 0          | 0     | 0     | 0              | 0              | 1      | 0      |
| 2021/22 | → Venezia      | Serie A         | 32         | 7          | 1     | 0     | —              | —              | 33     | 7      |
| 2022/23 | Cremonese      | Serie A         | 33         | 7          | 5     | 2     | —              | —              | 38     | 9      |
| 2023/24 | Cremonese      | Serie B         | 17         | 2          | 2     | 0     | —              | —              | 19     | 2      |
| 2023/24 | → Torino       | Serie A         | 9          | 0          | 0     | 0     | —              | —              | 9      | 0      |
| 2024/25 | → Gaziantep FK | Süper Lig       | 29         | 9          | 1     | 0     | —              | —              | 30     | 9      |
| Totaal  | Totaal         | Totaal          | 249        | 53         | 20    | 5     | 14             | 0              | 283    | 58     |

Bijgewerkt op 20 juli 2025.

## Erelijst
| Eerste klasse A | 2 | 2019/20, 2020/21 |
| Supercup        | 1 | 2021             |